# ایستیایا
ایستیایا (به لاتین: Istiaia) یک شهرک در یونان است که در Istiaia-Aidipsos Municipality واقع شده‌است.